# آلبرتو تومبا
تومبا ورزشکار مرد رشتهٔ اسکی آلپاین اهل کشور ایتالیا است. وی در بین سال‌های ‎۱۹۸۸ تا ۱۹۹۴ میلادی در مسابقات بازی‌های المپیک زمستانی در مجموع ۵ مدال، شامل ۳ مدال طلا و ۲ نقره را کسب کرد.